# De therapie
De therapie is een hoorspel van Wolfgang Graetz. Het werd vertaald door Guus Baas en de KRO zond het uit in het programma Dinsdagavondtheater op dinsdag 28 april 1970. De regisseur was Willem Tollenaar. De uitzending duurde 44 minuten.

## Rolbezetting
- Frans Somers (Mackie, zieke)
- Huib Orizand (Mickie, zieke)
- Harry Bronk (Muckie, zieke)
- Luc Lutz (dokter)
- Tine Medema (zuster)
- Paul van der Lek (eerste heer)
- Hans Veerman (tweede heer)
- Fé Sciarone (dame)

## Inhoud
Wolfgang Graetz is een zeer merkwaardig auteur. Zoals Franz Kafka en Samuel Beckett tracht hij in zijn werk het even dwaze als tragische gevecht tussen maatschappij en individu uit te beelden. Graetz zelf ontvluchtte de maatschappij door kleine misdaden (diefstal, een ruit ingooien), waardoor hij veilig in de gevangenis terechtkwam. Een psychiater gaf hem de raad “als therapie” te gaan schrijven. Het hoorspel Therapie speelt in een gevangenis of ziekenhuis en geeft zijn problemen - onze problemen? - weer: het alleen zijn van de mens, de mens op zoek naar zichzelf, gebrek aan communicatie, de werkelijkheid van de maatschappij die niet de werkelijkheid van het individu is…